# Cephalochrysa rufibasis
Cephalochrysa rufibasis är en tvåvingeart som först beskrevs av Walker 1860.  Cephalochrysa rufibasis ingår i släktet Cephalochrysa och familjen vapenflugor. Inga underarter finns listade i Catalogue of Life.